# フロンティア郡 (ネブラスカ州)
フロンティア郡（フロンティアぐん、Frontier County）はアメリカ合衆国ネブラスカ州に位置する郡である。2000年時点での人口は3,099人である。郡庁所在地はストックビル（Stockville）である。

## 地理
アメリカ合衆国統計局によると、総面積2,538 km2 (980 mi2) である。このうち2,524 km2 (975 mi2) が陸地で、総面積の0.56%にあたる14 km2 (6 mi2) は水面である。

### 隣接する郡
- ゴスパー郡 - (東)
- ファーナス郡 - (南東)
- レッドウィロー郡 - (南)
- ヒッチコック郡 - (南西)
- ヘイズ郡 - (西)
- リンカーン郡 - (北)
- ドーソン郡 - (南東)

## 人口動勢
2000年現在の国勢調査で、人口3,099人、1,192世帯、及び828家族が暮らしている。人口密度は1/km2 (3/mi2) である。1/km2 (2/mi2) の平均的な密度に1,543軒の住居が建っている。人種構成は白人98.29%、アフリカン・アメリカン0.10%、先住民0.26%、アジア0.26%、太平洋諸島系0.00%、その他の人種0.39%、及び混血0.71%である。人口の0.97%がヒスパニックまたはラテン系である。
住民の26.00%が18歳未満の未成年、18歳以上24歳以下が11.30%、25歳以上44歳以下が22.80%、45歳以上64歳以下が23.00%、及び65歳以上が16.90%にわたっている。中央値年齢は38歳である。女性100人ごとに対して男性は100.50人である。18歳以上の女性100人ごとに対して男性は98.50人である。
世帯ごとの平均的な収入は33,038米ドルであり、家族ごとの平均的な収入は38,664米ドルである。男性は25,792米ドルに対して女性は16,941米ドルの平均的な収入がある。一人当たりの収入 (per capita income) は16,648米ドルである。人口の12.20%及び家族の9.30%は貧困線以下である。全人口のうち18歳未満の9.90%及び65歳以上の8.30%は貧困線以下の生活を送っている。

## 都市及び村
- Curtis
- Eustis
- メイウッド (Maywood)
- ムーアフィールド (Moorefield)
- ストックビル (Stockville)